# 马努埃尔
马努埃尔，是西班牙巴伦西亚自治区巴伦西亚省的一个市镇。总面积6平方公里，总人口2450人（2001年），人口密度408人/平方公里。